# SMS Hela (1853)
Pour les articles homonymes, voir Hela.
Le Hela est un navire de guerre de la marine prussienne. Il est le navire de tête de la classe Hela (de) qui porte son nom, qui comprend également le Frauenlob, dont la construction n'est pas entièrement identique. Le Hela est principalement utilisé comme navire-école jusqu'en 1870.

## Histoire
Après le déclenchement de la guerre contre le Danemark à la suite du soulèvement du Schleswig-Holstein, le blocus danois paralyse rapidement le commerce côtier. Il n'existe pas de marine capable de s'opposer aux navires danois. Cette situation conduit non seulement à la création de la flotte par le Parlement de Francfort, mais aussi à l'émergence de divers "comités" qui collectent des dons pour l'achat ou la construction de nouveaux navires de guerre. Le marchand berlinois Wollheim propose que tous les électeurs primaire de Prusse fassent chacun don d'un groschen en argent (de) pour la construction d'un nouveau navire, ce qui aurait donné une somme totale d'environ 117.000 thalers. Cela aurait permis l'achat d'un "paquebot de guerre". Wollheim exige que la nouvelle construction soit baptisée Der Preußische Urwähler (L'électeur prussien) en l'honneur des donateurs, ce que Frédéric-Guillaume IV accepte le 12 janvier 1849 dans un ordre du cabinet. Les recettes effectives de l'appel aux dons lancé avec l'élection de l'Assemblée nationale restent bien en deçà des attentes, et même une répétition pour l'élection du Parlement de l'Union d'Erfurt  ne rapporte que peu. Wollheim parvient à récolter 28 113 thalers au total, auxquels le "comité de la flotte" de Dantzig ajoute 4 505 thalers supplémentaires à condition que le navire soit construit à Dantzig. Après le début de la construction, le "comité de Colberg" ajoute finalement les dons qu'il a collectés au budget de construction, à partir desquels l'équipement de gouvernail et la cloche de navire sont payés. Au total, environ 36.000 thalers de dons et d'intérêts sont ainsi mis à disposition pour la construction.
Avant même que le financement ne soit définitivement clarifié, le ministère prussien de la Guerre charge le dépôt naval de Dantzig de préparer la construction. En conséquence, le chantier naval de Dantzig J. W. Klawitter créé les documents techniques du nouveau bâtiment. Lorsqu'il devient clair en 1852 que les fonds espérés sont bien en deçà des attentes, le projet de construction est modifié en faveur d'une goélette de guerre, telle que celle qui est déjà sur le chantier naval Lübke de Wolgast depuis l'année précédente avec le Frauenlob. Le ministère de la guerre subventionne la somme de 10 000 thalers qui manquait au coût total de construction d'environ 46 000 thalers, après que Wollheim a renoncé à sa demande initiale de nom. La goélette reçoit à la place le nom de Hela par ordre du cabinet le 16 septembre 1852. Les plans de construction sont fondamentalement modifiés par J. W. Klawitter pour en faire une goélette à gaffes, sous laquelle la Hela est posé sur la quille au chantier naval royal de Dantzig. Pendant la construction, il y a un autre changement de gréement vers une goélette à hunier.
Le Hela est lancé le 18 octobre 1853. Les travaux d'aménagement se poursuivent pendant environ six mois avant que le navire ne soit mis en service pour la première fois le 20 mars 1854. Au cours de cette première période d'activité, qui dure jusqu'en octobre 1854, le Hela est utilisé pour mesurer la zone du territoire de Jade (de) que la Prusse a acquise du grand-duché d'Oldenbourg. Le navire reste ensuite en réserve jusqu'au printemps 1858. Le 20 mars 1858, la goélette reprend du service pour transporter l'équipage du nouveau yacht royal Grille au Havre pour leur prise en charge. Le Hela reste ensuite dans les eaux autour de l'Angleterre jusqu'au début du mois de juin, afin d'être en mouvement comme navire-école pour les jeunes marins en mer Baltique jusqu'à l'automne. La goélette assume également cette tâche du 1er avril au 1er octobre de l'année suivante. Au cours de l'hiver 1859/1860, le navire se trouve au chantier naval royal de Dantzig, où il est transformé en brick et doté d'un nouvel armement. De plus, l'intérieur est modifié pour le rendre plus accueillant. Néanmoins, le Hela est considéré comme un navire peu habitable.
Le 20 juin 1860, le brick reprend du service pour former des mousses jusqu'au 30 septembre. L'année suivante, le Hela est à nouveau actif à partir du 20 juin et navigue d'abord avec des mousses et des cadets de la marine à bord en mer Baltique. Elle fait ensuite partie d'un petit groupe de navires qui visite Hambourg le 3 septembre 1861. De là, le navire entreprend des exercices en mer du Nord, parfois en compagnie de l'Amazone, et est également utilisé pour des relevés sur la Jade. À partir du 18 septembre, les deux navires se préparent à un voyage d'entraînement dans l'Atlantique. Le Hela part de Hambourg le 20 octobre, après y avoir complété son équipement. Le 4 novembre, le brick arrive à Lisbonne, où doit avoir lieu la rencontre avec l'Amazone. Cette dernière a d'abord fait route vers Dantzig, où des réparations mineures sont effectuées et où les cadets de la marine à bord qui se trouvent à bord sont remplacés, avant d'entamer son départ le 30 octobre. Après avoir fait escale à Elseneur comme port intermédiaire, l'Amazone est aperçu plusieurs fois en mer du Nord, mais reste perdu après le 14 novembre 1861. Le Hela navigue donc seul dans la Méditerranée et retourne dans ses eaux territoriales en juin 1862. Jusqu'à son nouveau retrait du service le 30 septembre 1862, il navigue sur la mer Baltique.
Ce n'est que le 9 mai 1867 que le Hela est à nouveau utilisé activement. Jusqu'à la fin du mois d'août, il sert comme navire-école en mer Baltique et est finalement désarmé à Kiel. Là, le brick est désigné comme annexe pour le navire de garde et son armement est initialement réduit à quatre canons lisses de six livres. Plus tard, deux autres canons de ce type sont remis à bord. Malgré son utilisation comme annexe, le Hela est également utilisé comme navire-école les étés des années suivantes. En 1869, elle participe également du 30 août au 10 septembre aux manœuvres de la flotte, qui se déroulent pour la première fois dans l'ouest de la mer Baltique. La dernière période de service du Hela commence le 7 juin 1870 lorsqu'elle est de nouveau commissionnée pour la formation des jeunes marins. Après le début de la guerre contre la France, l'équipage est retiré du Hela dès le 18 juillet. Le brick est remorqué par un bateau à vapeur jusqu'à Swinemünde où il reste à quai.
Le 28 novembre 1871, le Hela est retiré de la liste des navires de guerre. Il est ensuite démoli à Dantzig. Le mât principal du brick est transporté dans un parc royal à Potsdam pour servir de mât d'entraînement aux enfants du prince héritier Frédéric.

## Caractéristiques
Le Hela a une coque en bois à ossature transversale avec des planches de carveel, qui est chaussée de plaques de cuivre pour la protection. Le navire mesure jusqu'à 7,85 m de large et un total de 32,6 m de long, avec la ligne de flottaison de 27,43 m pour un déplacement de conception de 271 tonnes. Au déplacement maximum de 300 t le Hela est immergé entre 2,44 m (à l'avant) et 3,66 m (à l'arrière). Lors de son achèvement, il dispose d'un gréement en gaffes avec une surface de voile de 604 m², qui est réduite à 539 m² lors de sa transformation en brick. La vitesse maximale du Hela est de 14 nœuds
Initialement, le seul armement est un canon court de 30 livres (calibre 16 cm) à bord. Lorsqu'il est reconstruit en 1860, il est remplacé par trois canons lourds et six canons légers de 24 livres (15 cm).

## Équipage
L'équipage du Hela a à l'origine un effectif de 45 hommes et se compose de cinq officiers et de 40 hommes. Lors de son utilisation comme navire-école, l'effectif de l'équipage augmente considérablement jusqu'à sept officiers et 75 membres d'équipage, soit un total de 82 hommes.

## Commandants
| 2 mars à mai 1854             | Leutnant I. Klasse, Schirmacher                    |
| Mai à octobre 1854            | Leutnant I. Klasse Hans Kuhn                       |
| 20 mars au 1er novembre 1858  | Leutnant I. Klasse Franz Kinderling                |
| 1er avril au 1er octobre 1859 | Leutnant I. Klasse Gustav Klatt (de)               |
| 20 mai au 30 septembre 1860   | Leutnant I. Klasse Gustav Klatt                    |
| 21 juin 1861 à septembre 1862 | Leutnant I. Klasse / Korvettenkapitän Gustav Klatt |
| Septembre 1862                | Leutnant II. Klasse Ulffers (in Vertretung)        |
| 9 mai au 29 août 1867         | Leutnant zur See Schlenther                        |
| 1er avril à juillet 1868      | Kapitänleutnant Emil von Rabenau                   |
| Juillet au 21 novembre 1868   | Kapitänleutnant Eduard Knorr                       |
| 3 mai au 15 novembre 1869     | Kapitänleutnant Philipp von Kall                   |
| 7 juin au 18 juillet 1870     | Leutnant zur See Friedrich Albrecht                |